# Manila Zoological and Botanical Garden
Koordinaten: 14° 33′ 53,3″ N, 120° 59′ 18,1″ O
Der Manila Zoological and Botanical Garden ist eine in der phillippischen Hauptstadt Manila gelegene Kombination eines Zoos und eines Botanischen Gartens. Die Anlagen befinden sich in der Nähe der Manilabucht.

## Geschichte
Am 25. Juli 1959 öffnete der Manila Zoo für die Besucher. Im Laufe der Jahre verfielen einige Anlagen im Zoo und er wurde 2019 auf unbestimmte Zeit geschlossen, auch weil der Zoo als Quelle für Verunreinigungen in der Manilabucht identifiziert wurde. Die Tiere verblieben trotz der Schließung auf dem Gelände. 2020 wurde eine umfassende Sanierung beschlossen und der Zoo eröffnete im Dezember 2021 erneut seine Tore. Bereits im Juni 2022 wurde er erneut geschlossen, um die Renovierungsarbeiten zu vervollständigen. Nach deren Abschluss eröffnete der Zoo am 21. November 2022 erneut.

## Anlagenkonzept und Tierbestand
Auf einer Fläche von ca. 5,5 Hektar wurden nach den Renovierungsarbeiten großzügige Freianlagen für die Tiere und neu erbaute Tierhäuser in Betrieb genommen. Dazu zählen u. a. ein Reptilienhaus, ein Schmetterlingshaus, Freiflughallen für Vögel sowie Anlagen für Primaten. Für die Besucher gibt es außerdem ein Informationszentrum und einen großen Kinderzoo.

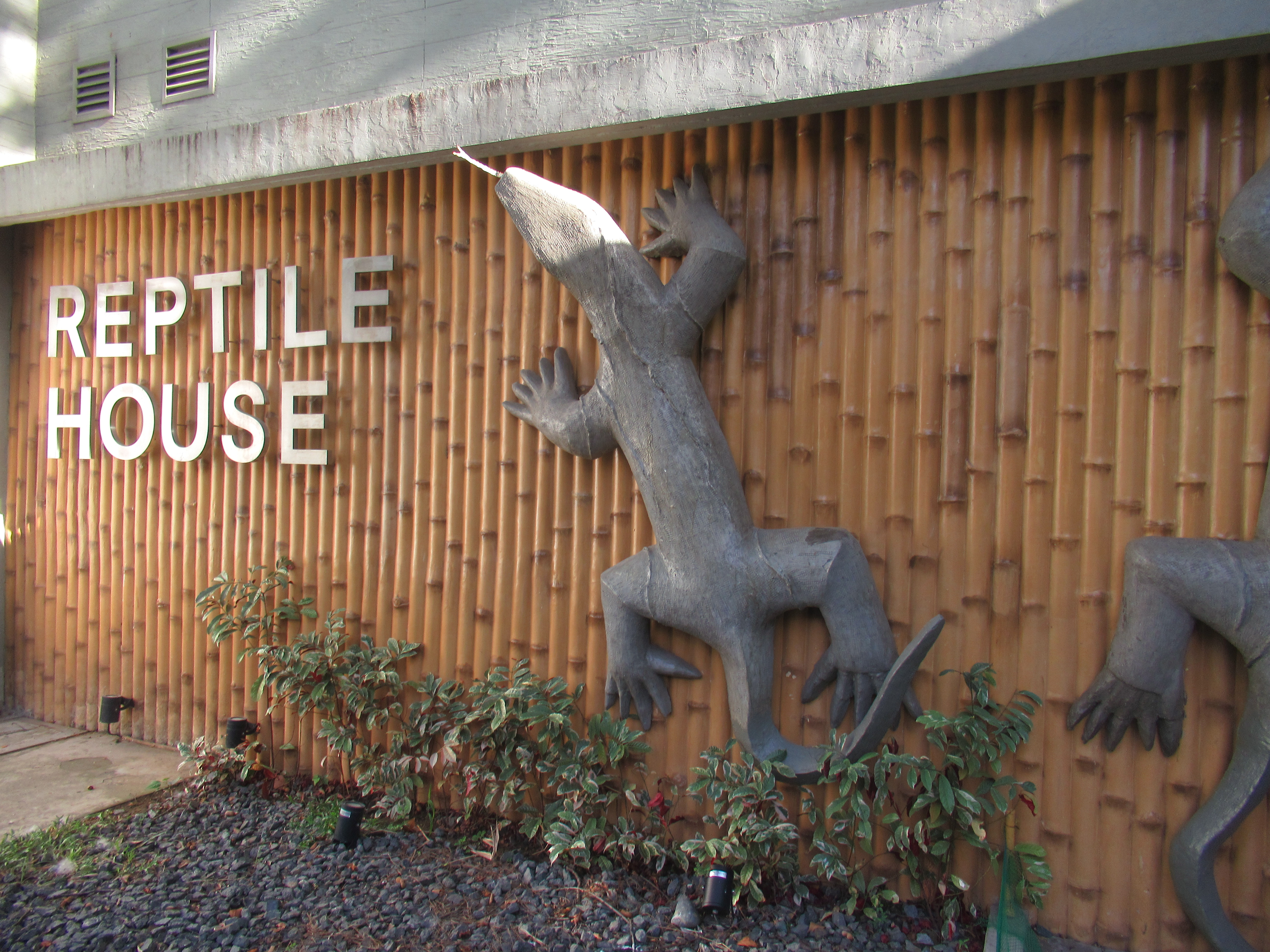
Reptilienhaus
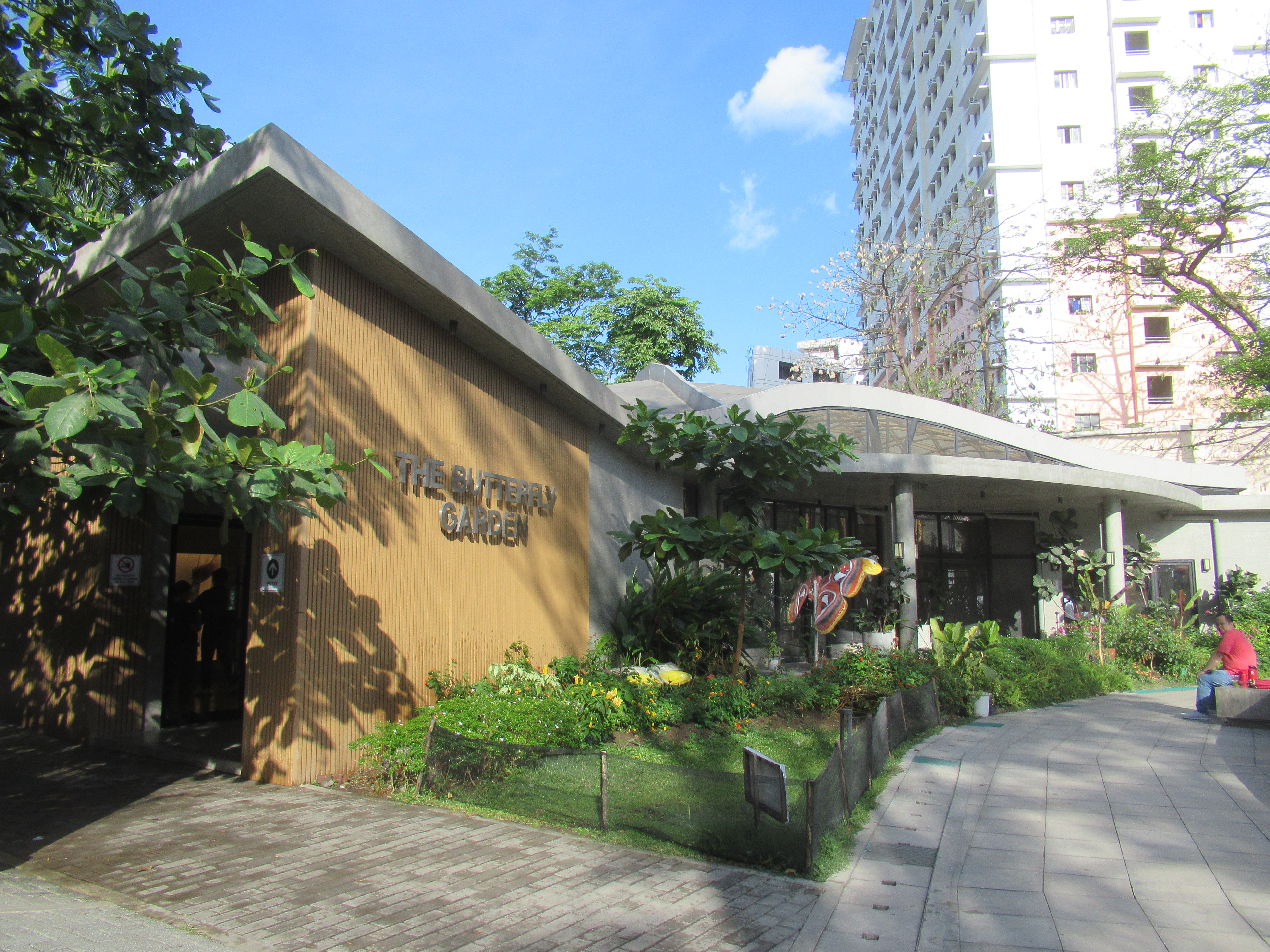
Schmetterlingszoo
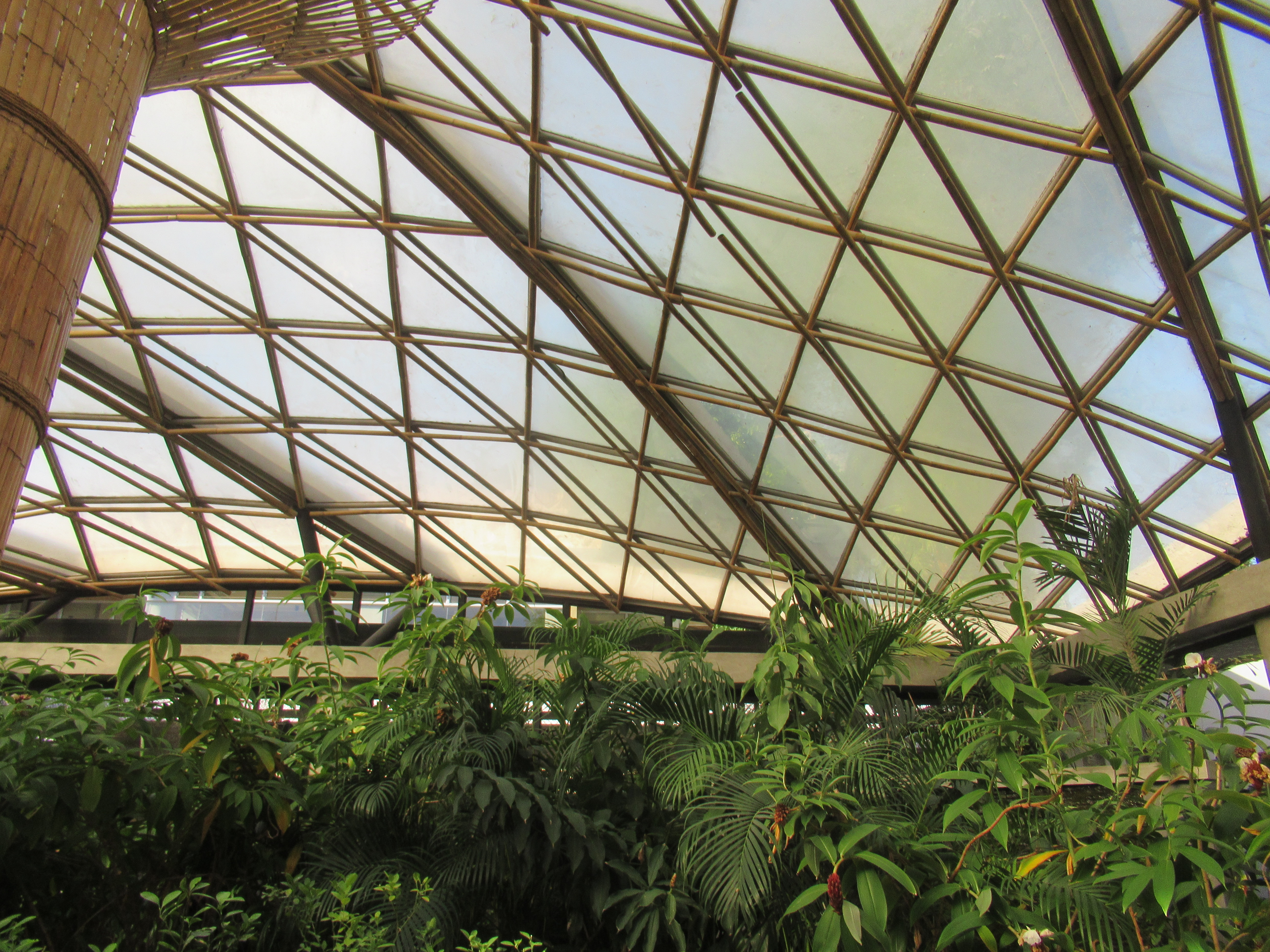
Freiflughalle
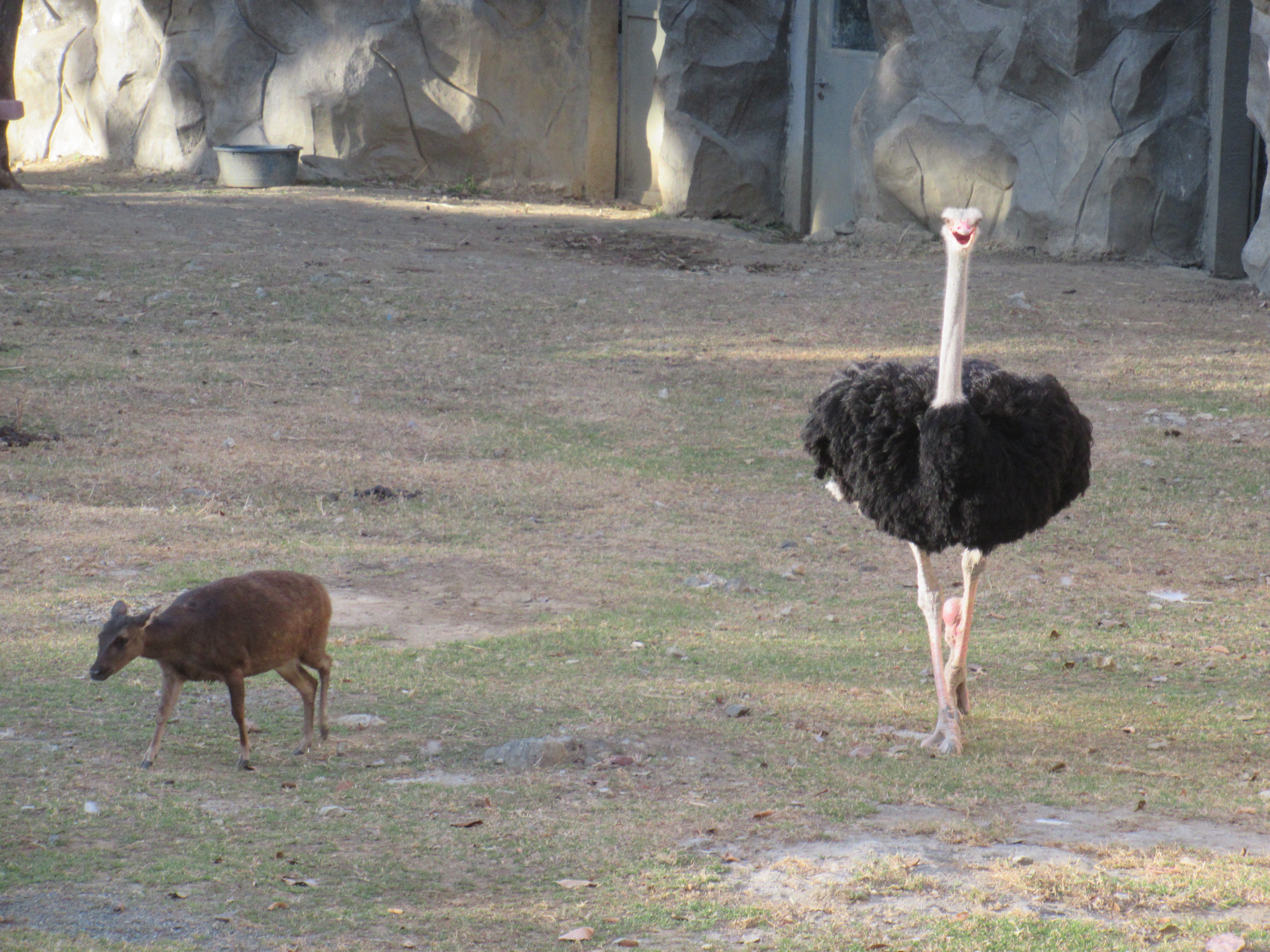
Philippinenhirsch und Afrikanischer Strauß

Im Zoo werden 13 Säugetierarten, 38 Vogelarten, 21 Reptilienarten sowie zahlreiche Arten von Insekten und Fischen gehalten (Stand 2023). Im Botanischen Garten wachsen über 10.000 Pflanzen. Schwerpunktmäßig werden Pflanzen der philippinischen Inseln und des Südpazifikgebiets gezeigt.